# 마쓰다 CX-8
마쓰다 CX-8(영어: Mazda CX-8, 중국어: 馬自達CX-8)는 2017년 12월부터 마쓰다에서 생산 중인 중형 크로스오버 SUV이자마쓰다 CX-5의 3열 모델이다.2017년 9월 14일에 처음 공개된 CX-8는 더 큰 CX-9이 일본에서 판매되지 않기 때문에 일본에서 마쓰다의 주력 SUV로일본 이외의 지역에서 CX-8는 중국, 오세아니아 및 동남아시아에서만 볼 수 있다.

## 개요
2세대 CX-9과 비슷한 베어링이지만 동일한 외부 테일라이트를 사용하더라도 CX-8는 일본 도로 및 치수 규정을 준수하기 위해 길이가 17cm 더 짧고 너비가 13cm 더 좁아졌다. 일본에 도입된 지 몇 주 만에 마쓰다 딜러는 소비자로부터 12,000건 이상의 주문을 받았다.